# Marie Thérèse Metoyer
Marie Thérèse Metoyer, född Coincoin 1742, död 1816, var en amerikansk affärsidkare. 
Hon var dotter till François och Marie Françoise, slavar till Chevalier Louis Juchereau de St. Denis, grundare och guvernör av Natchitoches. Hon bildades i medicin och sjukvård och hyrdes cirka 1765 ut till handlaren Claude Thomas Pierre Métoyer, med vilken hon hade flera barn; hon hade också fem barn från förut. År 1778 blev hon köpt och sedan frigiven av Métoyer, som sedan undan för undan köpte och frigav flera av hennes barn. 
Som fri engagerade sig Marie Thérèse Metoyer framgångsrikt i affärer och etablerade sig med Métoyers stöd som en betydande person i affärslivet. Hon ägnade sig åt en rad olika verksamheter: hon köpte mark och odlade tobak, handlade med kött, olja och tillverkade och sålde mediciner. Det råder viss oklarhet om huruvida hennes farm var en liten gård eller en stor plantage, men det står klart att hon ägde mark och blev förmögen. Hon blev själv en slavägare, men ägnade sig också åt att köpa och frige de av hennes barn och barnbarn från slavtiden hon kunde spåra upp; några kvarblev dock i slaveri när deras ägare vägrade att sälja dem. Metoyer ska ha levt ett sparsamt liv, men gav generöst till katolska kyrkans välgörenhet. 
Hon är föremål för en novell (German, Norman. No Other World) och en roman (Mills, Elizabeth Shown. Isle of Canes). 